# Паротит
Паротит (лат. parotitis; походить від glandula parotis — привушна залоза + itis — запалення) — запалення привушної залози.

## Етіологія і патогенез
Паротит спричинюють різні мікроорганізми,  які потрапляють в залозу через привушну слинну протоку з порожнини рота, гематогенним або лімфогенним шляхом, а також з розташованих поряд із залозою вогнищ запалення. Важливу роль у розвитку паротиту грає порушення відтоку слини, зниження загальної реактивності організму. Запалення привушної залози може перебігати гостро і хронічно.
Гострий паротит розвивається при запальних процесах порожнини рота (стоматитах, гінгівітах) ентеровірусної природи. Причиною запалення часто буває вірус епідемічного паротиту. Гострий бактеріальний паротит найчастіше виникає на тлі активізації мікрофлори, зазвичай присутньої в порожнині рота і протоках слинних залоз, що спостерігають переважно у ослаблених хворих, при тяжких інфекційних хворобах (зокрема при черевному тифі, епідемічному висипному тифі тощо), після оперативних втручань, особливо на органах черевної порожнини (частіше на 3-4-й день після операції), при травмах залози, проникненні у слинний проток залози чужорідного тіла. Одним з істотних чинників розвитку гострого запалення залози є зниження її секреторної функції.
Гострий паротит може перебігати в серозній, гнійній і гангренозній формі. При серозному паротиті спостерігають набряк, гіперемія і помірну лейкоцитарну інфільтрацію залозистої тканини, набрякання епітелію вивідних проток, в яких накопичується в'язкий секрет, який містить злущений епітелій і мікроорганізми.

## Клінічні прояви
Початок захворювання характеризується припуханням залози, болем, який посилюється під час споживання їди, погіршенням самопочуття, підвищенням температури тіла. У ряді випадків, наприклад при паротиті, обумовленому травмою або проникненням у привушну протоку чужорідного тіла, цим проявам може передувати період затримки слини, який супроводжується приступоподібним болем в ділянці слинної залози — колькою. При серозному паротиті пальпація залози малоболюча, колір шкіри над нею не змінено. Слизова оболонка, навколо гирла привушної (стенонової) протоки, гіперемована (симптом Мурсу). Кількість слини незначна або вона зовсім відсутня, при масажуванні залози виділяється густий, в'язкий секрет. Прогресування процесу і розвиток гнійного запалення веде до посилення болю, наростання інтоксикації. Припухлість залози збільшується, набряк поширюється на сусідні ділянки.

## Лікування
Їжа повинна бути легкою і не вимагати тривалої механічної обробки в роті (каші, супи, бульйони), оскільки хворому важко жувати. Призначають за необхідності залежно від причини паротиту антибактерійні, противірусні й імуностимулюючі препарати. На ділянку навколовушних слинних залоз можна застосовувати сухе тепло. Для зниження високої температури тіла застосовують жарознижувальні препарати(ібупрофен, парацетамол). Іноді потребує лікування у щелепно-лицевого хірурга.